# Kuhlmanniodendron macrocarpum
Kuhlmanniodendron macrocarpum är en tvåhjärtbladig växtart som beskrevs av Groppo, Favaretto och Fiaschi. Kuhlmanniodendron macrocarpum ingår i släktet Kuhlmanniodendron och familjen Achariaceae. Inga underarter finns listade i Catalogue of Life.